# Accord franco-algérien
L'accord franco-algérien est la dénomination couramment employée pour désigner l'accord signé entre la France et l'Algérie le 27 décembre 1968 et qui règlemente les circulations, l'emploi et le séjour des ressortissants algériens en France.
L'accord relatif à la circulation, à l'emploi et au séjour en France des ressortissants algériens et de leurs familles selon son titre complet est conçu pour faciliter l'entrée des Algériens en France et ainsi favoriser l'entrée de main-d'œuvre en France,. L'accord a été publié en France au Journal officiel du 22 mars 1969 en vertu du décret du 18 mars 1969. Il est depuis devenu un enjeu politique pour la droite française, notamment dans les débats sur l'immigration en France. Les gouvernements successifs se sont attachés à aligner les dispositions de cet accord sur le droit général des étrangers, et l'ont amputé de la plupart de ses dispositions avantageuses pour les Algériens. Ceux-ci disposent en France pratiquement du même statut que tous les autres étrangers hors-Union européenne : la spécificité de leur statut tient au fait que les règles les régissant sont négociées avec leur pays d'origine.
Cet accord concerne en 2011, 700 000 Algériens en France, plus tous les Algériens d'Algérie souhaitant se rendre en France. Toutefois, un visa d'entrée est exigé pour les Algériens souhaitant se rendre en France. À l'exception des visas portant la mention « vie privée et familiale », tout Algérien désirant s'installer sur le territoire français doit obtenir au préalable un visa de long séjour, dont les conditions de délivrance relèvent de procédures indépendantes de l'accord de 1968. De plus, cet accord ne concerne pas les procédures de reconduite à la frontière, les contrôles, les sanctions ni le droit d'asile.

## Historique

### Situation antérieure
À la fin de la guerre d'Algérie, les accords d'Évian accordent à tout Algérien muni d'une carte d'identité en règle la libre-circulation en France. Cette disposition est prévue à l'origine pour permettre aux Pieds-Noirs d'accéder librement à la métropole ; mais leur départ massif fait que ce sont surtout les Algériens arabes et kabyles qui utilisent cette disposition. D'où des contingentements de l'arrivée de la main-d'œuvre algérienne en France, dès 1963, contingentements qui font l'objet d'un accord entre les deux pays l'année suivante. L'accord est dénoncé en 1966.
Dès 1964, ce régime libéral est modifié à l'initiative de l'Algérie, qui demande à ses ressortissants traversant la Méditerranée de présenter un billet de retour et de 200 francs au moment d'embarquer ; cette somme est portée par la France à 500 francs à la fin de l'année.
Les accords Nekkache-Grandval, signés en avril 1964, imposent une sélection aux Algériens candidats au travail en France, effectuée par l'Office national de la main-d'œuvre, organisme algérien, ainsi qu'une visite médicale française.

### Négociation
En 1968, la France décide de réduire le quota d'Algériens entrant en France à 1 000 par mois (soit 12 000 par an).
Le 27 décembre 1968, un accord est signé à Alger entre le ministre des Affaires étrangères algérien, Abdelaziz Bouteflika, et l'ambassadeur de France en Algérie, Jean Basdevant (d), afin de faciliter l'entrée de main-d'œuvre par plusieurs mesures :
1. le quota est relevé à 35 000 Algériens admis en France chaque année (quota pouvant être réduit en cas de chômage[9])[4] ;
2. avant l'admission, ils ont un droit de séjour de neuf mois pour chercher un emploi[4],[9]. À ce moment-là, ce sont les mairies qui leur délivrent un certificat de résidence qui leur tient lieu de titre de séjour[3] ;
3. s'ils l'obtiennent, ils ont droit à une carte de séjour[4] particulière nommée certificat de résidence d'Algérien (CRA) valable 5 ans pour le travailleur et sa famille ; un CRA de 10 ans peut être accordé après 3 ans de résidence[9] ;
4. les touristes algériens peuvent entrer en France sur simple présentation du passeport, pour un séjour d'une durée maximale de trois mois[4],[9],[7] ;
5. de plus, la France s'engage à améliorer les conditions de formation professionnelle et les conditions de logement des travailleurs algériens, généralement déplorables (voir bidonvilles en France et Sonacotra)[4].

L'article 12 prévoit une commission mixte franco-algérienne chargée de suivre l'application de l'accord et de résoudre les difficultés. Elle doit rendre un rapport semestriel sur les efforts entrepris et les résultats obtenus.
Le statut des Algériens en France est alors exceptionnel : ils bénéficient en France des mêmes droits que les Français, excepté les droits politiques et la liberté d'installation. Mais l'introduction des certificats de résidence correspond à une volonté d'imposer un contrôle policier strict.

### Application
En 1969, seuls 30 000 travailleurs algériens sont admis ; 20 000 femmes et enfants sont admis à l'entrée, mais un nombre équivalent d'Algériens retourne en Algérie. À l'époque, les Marocains, soumis aux dispositions du Codesa (code d'entrée et de séjour des étrangers), sont plus nombreux à entrer en France.
Selon l'historien Benjamin Stora, les accords de 1968 visaient à attirer une main-d'œuvre algérienne tout en contrôlant les flux migratoires. À cette époque de forte expansion économique marquée par les Trente Glorieuses, la France devait répondre à une demande croissante de travailleurs. Cependant, l'immigration européenne, notamment portugaise et espagnole, se tarissait, rendant nécessaire le recours aux travailleurs algériens.
En 1973, l'Algérie décide l'arrêt de l'émigration de travail : Houari Boumédienne invoque le racisme français et l'attentat à la bombe au consulat général d'Algérie à Marseille par l'extrême-droite française, ayant fait 4 morts et 16 blessés, pour justifier cette décision. Elle est suivie en 1974 par la France qui décide d'arrêter l'immigration, avec le projet de renvoyer 500 000 Algériens en Algérie d'ici 1979, effets là aussi de l'explosion du racisme en 1973.
La perception négative des immigrés domine au sein du gouvernement. Symptomatique de cet état d'esprit, la circulaire de 1990 du consulat d'Alger qui prescrit aux agents chargés de la délivrance des visas d'être vigilants, avec présomption de culpabilité vis-à-vis de l'Algérien entrant pour un court séjour en France.
À partir de 1983, outre le billet retour et le passeport, les Algériens entrant en France pour un court séjour se voient remettre une carte à deux volets, dont ils doivent remettre le second à leur sortie pour prouver que leur séjour n'a pas dépassé la durée prévue. En outre, ceux qui rendent visite à leur famille doivent présenter une attestation d'hébergement.
La guerre civile algérienne contribue aussi à rendre plus difficile la circulation des Algériens en France : les demandes sont traitées à Nantes à la suite de la fermeture des consulats français en Algérie, et le nombre de visas annuels passe de 800 000 en 1990 à 80 000 en 1998.
De plus, sous l'influence des accords de Schengen, la procédure d'obtention des visas se complexifie, et les garanties demandées augmentent. En 2007, le nombre de visas accordés était de 170 000 ; de 148 000 en 2009 (dont 18 000 de long séjour). Le nombre de visas délivrés aux Algériens, toutes catégories confondues, est passé de près de 800 000 à l'origine à 422 684 en 2015, puis a chuté à 63 649 en 2021, avant de remonter à 209 723 en 2023. Cela place l'Algérie au 4e rang des pays bénéficiaires, derrière la Chine, le Maroc et l'Inde.
Depuis 2002, l'accord n'a que très peu d'effets pour la circulation et le séjour des Algériens en France, qui sont soumis au régime général des étrangers hors-Union européenne, hormis pour quelques domaines, comme l'accès immédiat au RSA.
Par contre, la difficulté d'obtenir un visa (comparé en Algérie à un billet de loterie gagnant et qui fait l'objet de chansons) et l'opacité de la procédure provoquent des effets pervers :
- utilisation de moyens délictueux pour obtenir le visa ;
- corruption de fonctionnaires ;
- développement d'une immigration illégale (par bateau)[7].

Les consulats d'Alger et d'Annaba ont le record mondial du taux de refus des visas (entre 44 et 48 % contre 20 % dans les autres consulats français) ; de plus, une large partie du processus est privatisé. Après quelques mesures, ce taux baisse en 2011 à 28 %.

### Avenants
L'accord franco-algérien a, depuis sa publication, été modifié par trois avenants : le premier en 22 décembre 1985.
C'est le premier ministre socialiste Laurent Fabius qui abroge les dispositions 1) et 2) ce qui aboutit à calquer quasiment le droit des Algériens sur le droit commun des étrangers en France.
En 1986, le gouvernement Jacques Chirac s'appuie sur la vague d'attentats pour imposer l'obligation pour un algérien d'obtenir un visa pour entrer en France ; cela marque pour certains le début de l'érosion de l'accord de 1968 ; il est suivi par une mesure réciproque de la part de l'Algérie. Cette modification est négociée en octobre 1986 par échange de lettres entre les deux gouvernements, et le principe de réciprocité a toujours été appliqué depuis par l'Algérie, en partie car cette décision française est perçue comme offensante.
À partir de 1984, la signature des accords de Schengen pousse la France à rapprocher sa politique vis-à-vis des étrangers hors-Union européenne de celles des autres membres de l'Union européenne.
Le deuxième avenant entre en vigueur le 28 septembre 1994 : il limite l'absence d'un détenteur de CRA à trois ans ; de plus, les visites familiales sont soumises à plus de formalités.
Le troisième avenant date du 11 juillet 2001. Il aligne le droit des Algériens sur celui plus favorable des étrangers (loi Chevènement de 1998).
Nicolas Sarkozy relance le débat sur cet accord. Un quatrième avenant était en préparation en 2010 mais les négociations n'ont pas abouti.

### Dispositions encore en vigueur
Début 2024, il ne reste quasiment rien de cet accord dans le droit français. Les quotas ont été supprimés, le droit des Algériens en France est le même que celui des autres étrangers hors-Union européenne. Mais les Algériens jouissent encore de quelques dispositions qui leur sont spécifiques :
- la liberté plus grande d'installation en cas de projet commercial ou artisanal (pas d'obligation de démonstration de la viabilité du projet)[9] ;
- la carte de séjour de 10 ans peut être obtenue après un an de résidence, contre trois pour les autres étrangers hors-Union européenne[9] ;
- la carte de séjour des conjoints peut être obtenue immédiatement après l'entrée en France avec un visa de court séjour ; pour les autres étrangers hors-Union européenne, il faut un visa de long séjour[9].

À l'exception des visas portant la mention « vie privée et familiale », tous les Algériens souhaitant s'installer en France doivent au préalable obtenir un visa de long séjour, dont les conditions de délivrance relèvent de procédures indépendantes de l'accord de 1968.
Par contre, certaines dispositions du droit courant des étrangers hors-Union européenne ne s'appliquent pas aux Algériens, ces accords peu modifiés au fil des décennies contrastent avec l'évolution du Code de l'entrée et du séjour des étrangers et du droit d'asile (CESEDA), qui a introduit de nouveaux dispositifs et droits pour les étranger :
- la régularisation des sans-papiers par le travail et pour motif humanitaire prévues par la loi de 2004 ne s'appliquent pas aux Algériens[9] ;
- les étudiants algériens doivent renouveler leur titre de séjour chaque année, aucune disposition ne leur permet de bénéficier d'un visa pluriannuel. De plus, s'ils se retrouvent sans titre de séjour, ils doivent prouver 15 ans de résidence pour obtenir une régularisation, contre 10 ans dans le droit des autres étrangers hors-Union européenne. Et s'ils souhaitent exercer un emploi étudiant, ils ont droit à moins d'heures de travail que ces autres étrangers[9]. Le visa long séjour pour « études » délivré aux Algériens ne peut pas inclure la mention « talent-chercheur » et ne donne pas accès, après l'obtention d'un master, à un titre de séjour temporaire d'un an non renouvelable pour la recherche d'emploi ou la création d'entreprise, contrairement aux autres étudiants étrangers[14].
- ils ne bénéficient pas des passeports talents ou des cartes de séjour pluriannuelles[22].
- de nombreux dispositifs permettant un meilleur accès à l'emploi, aux études, mais aussi à la santé ou la protection contre les violences conjugales, ne sont pas accessibles aux Algériens[21].
- les Algériens ne sont pas inclus dans la liste des métiers en tension, qui sert de référence pour régulariser les travailleurs étrangers[21].

### Dans le débat sur l'immigration en France
L'accord de 1968 est la cible de critiques croissantes, de nombreux acteurs de l'extrême-droite désormais élargie à la presque totalité des droites, mais aussi de certains acteurs plus inattendus. Selon Hocine Zeghbib, en tant que traité international, il constitue pour les droites une double opportunité politique : d'une part, séduire un électorat sensible à la nostalgie coloniale et aux discours associant immigration maghrébine et insécurité ; d'autre part, alimenter une remise en cause plus large de l'État de droit à des fins politico-juridiques.
Une campagne de critiques contre l'accord commence en mai 2023 à la suite de la publication de Politique migratoire : que faut-il faire de l'accord franco-algérien de 1968 de Xavier Driencourt, ancien ambassadeur de France en Algérie. Dans une interview publiée en juin 2023 dans L'Express, l'ancien Premier ministre français, Édouard Philippe, propose de le dénoncer unilatéralement. L'accord fait ensuite l'objet de débats dans le cadre du travail parlementaire sur le projet de loi relative à l'asile et à l'immigration de 2023. À cette occasion la Première ministre, Élisabeth Borne, déclare que sa renégociation est « à l'ordre du jour », dans le but d'« améliorer le sort des 32 000 Français vivant en Algérie », la plupart étant binationaux.
Le parti LR utilise sa niche parlementaire à l'Assemblée nationale et demande de dénoncer l'accord ; leur exposé des motifs est un copié-collé de la première page du rapport de Driencourt. Le texte est rejeté par 151 voix contre 114 :
- contre le texte, on trouve la quasi-totalité des députés présents de la Nupes et des groupes Renaissance, Démocrate et LIOT ;
- pour le texte, on trouve l'ensemble des députés présents des groupes RN, Horizons et LR mais aussi deux députés du groupe Renaissance[26].

Le projet de révision de l'accord est mal admis en Algérie, la presse y voyant un renoncement aux accords d'Évian.
Selon le journaliste Jean-Pierre Sereni, ce débat de 2023 témoigne de la force du courant anti-immigrés dans les médias français et la classe politique française.
En octobre 2024, le ministre de l'Intérieur français, Bruno Retailleau, demande à renégocier l'accord de 1968 avec l'Algérie. Il se dit ensuite favorable à son abrogation en novembre 2024, au vu de la dégradation des relations entre l'Algérie et la France.
Le 5 octobre 2024, lors d'une interview télévisée, le président algérien, Abdelmadjid Tebboune, répond à cette campagne en qualifiant cet accord de « coquille vide ». Il rappelle que « l'accord de 1968 est venu pour restreindre les accords d'Évian qui ont institué la libre circulation des personnes entre les deux pays. Les Européens sont partis, la France a exprimé ensuite son désir de stopper le flux migratoire, nous avons dit d'accord. Il y a eu une révision en 1985, puis en 1995 et en 2001 ».
Selon lui, « il est devenu un slogan politique qui est fait pour réunir leurs extrêmes, l'accord de 1968 est l'étendard derrière lequel marche l'armée des extrémistes en France ». Enfin, il accuse ceux qui brandissent cet étendard de chercher « la revanche » tout en rappelant que 60 % de la communauté algérienne en France sont des binationaux.
Le 10 janvier 2025, l'ancien Premier ministre Gabriel Attal exhorte à dénoncer l'accord franco-algérien de 1968, pour « poser les limites et assumer le rapport de force avec l'Algérie ».
Selon un sondage réalisé par l'institut CSA pour CNews en 2025, 74 % des Français souhaiteraient abroger l'accord de 1968 entre la France et l'Algérie.
En février 2025, une mission d'information du Sénat, pilotée par la majorité de droite et du centre, propose de renégocier ou de dénoncer l'accord franco-algérien de 1968. Le rapport de la mission, rédigé par Muriel Jourda (groupe LR) et Olivier Bitz (Groupe Union centriste), pointe que « le régime très favorable de circulation et de séjour qu'il offre aux Algériens ne connaît plus de justification évidente tandis qu'il ne s'accompagne aucunement d'un surcroît de coopération en matière de lutte contre l'immigration irrégulière ».
L'historien Michel Pierre souligne que cet accord revient sans cesse dans l'actualité, nourrissant un discours récurrent qui l'accuse d'être à l'origine d'une immigration incontrôlée d'Algériens vers la France. Pourtant, il affirme : « À y regarder de plus près, on constate qu'il n'en est rien et l'on peut s'étonner que le thème sature les médias avec une affligeante méconnaissance du sujet. ».
Le juriste Hocine Zeghbib a souligné dans une tribune publiée dans Le Monde en janvier 2025 que l'idée selon laquelle les Algériens seraient avantagés par rapport aux autres ressortissants est contredite par les faits et les chiffres, 55 ans après la signature des accords. Il rappelle que les Marocains, bien que ne bénéficiant pas d'un accord similaire et ayant une immigration plus tardive, représentent 11,7 % de l'immigration en France, soit presque autant que les Algériens (12,2 %). En 2022, selon les données du ministère de l'Intérieur, 39 073 titres de séjour ont été délivrés aux Marocains contre 29 246 aux Algériens. Par ailleurs, entre 2000 et 2023, le nombre total de certificats de résident algérien en cours de validité est resté relativement stable, passant de 545 000 à environ 600 000.
L'option de la dénonciation repose sur l'idée non vérifiée qu'une renégociation échouerait en raison de la réticence des autorités algériennes, principalement évaluée à travers leur manque de coopération dans l'exécution des OQTF visant leurs ressortissants. Cette approche, teintée d'une hostilité envers l'immigration algérienne, préconise une rupture unilatérale. Or, en droit international, une telle décision ne peut aboutir que sous des conditions spécifiques. D'un point de vue juridique, cela pourrait, en théorie, ramener au cadre des accords d'Évian, rétablissant une situation de libre circulation.

### Dénonciation
L'accord de 1968 ne prévoit aucune clause permettant une dénonciation unilatérale. En revanche, son article 12 instaure une commission mixte franco-algérienne chargée d’assurer son suivi et son application.
En France, la dénonciation des accords de 1968 ne peut se faire qu'avec la décision du président de la République française.
En juillet 2025, le ministre de l'intérieur Bruno Retailleau préconise, notamment pour obtenir la libération de Boualem Sansal et Christophe Gleizes, d'« assumer un rapport de force que le pouvoir algérien a lui-même choisi ». Ainsi, il est favorable à la sortie de l'accord franco-algérien de 1968 sur l'immigration et dans l'immédiat de bloquer la renégociation en cours de l'accord d'association entre l'Algérie et l'Union européenne.

## Application
L'accord de 1968, révisé en 2001, encadre entièrement le statut des Algériens en France, à l'exception des procédures de reconduite à la frontière, des contrôles, des sanctions et du droit d'asile.
L'accord franco-algérien se trouve de portée supérieure au code de l'entrée et du séjour des étrangers et du droit d'asile (CESEDA). Selon la Cour administrative d'appel de Lyon en 2009, il « régit d'une manière complète les conditions dans lesquelles les ressortissants algériens peuvent être admis à séjourner en France et à y exercer une activité professionnelle, ainsi que les règles concernant la nature des titres de séjour qui peuvent leur être délivrés et leur durée de validité, et les conditions dans lesquelles leurs conjoints et leurs enfants mineurs peuvent s'établir en France ; qu'il suit de là que les dispositions du code de l'entrée et du séjour des étrangers et du droit d'asile relatives aux différents titres de séjour qui peuvent être délivrés aux étrangers en général et aux conditions de leur délivrance, ne sont pas applicables aux ressortissants algériens, lesquels relèvent à cet égard des règles fixées par l'accord précité ».
L'accord doit donc être impérativement appliqué dès lors qu'il concerne des ressortissants algériens. Toutefois, des disparités apparaissent fréquemment dans le traitement des demandes par les préfectures. Cette hétérogénéité, signalée par les autorités algériennes, a été reconnue par l'administration française, qui rétorque toutefois que les préfets disposent d'un pouvoir d'appréciation nécessaire à la bonne gestion administrative des dossiers.
Par ailleurs, la supériorité de l'accord franco-algérien de 1968 par rapport au CESEDA, en application de l'article 55 de la Constitution, n'est pas toujours respectée dans la pratique dans la mesure où l'application des circulaires est parfois privilégiée sur certains points non prévus par l'accord ou dans le cadre du pouvoir d'appréciation des préfets[réf. nécessaire].
Une circulaire importante et récente qui fait parfois jeu égal avec l'accord franco-algérien de 1968[Interprétation personnelle ?][réf. nécessaire] dans le traitement des dossiers par les préfectures est la circulaire dite « Valls » du 28 novembre 2012. Il semblerait que cette circulaire s'applique jusqu'à la réforme du CESEDA évoquée par les autorités françaises, notamment au cours du quinquennat de François Hollande, mais dont la date n'a toujours pas été arrêtée vu la sensibilité du dossier[Interprétation personnelle ?].